# 平野道夫
平野 道夫（ひらの みちお、1945年12月3日 - ）は、日本の国土交通技官。国土交通省北海道開発局長や、ドーコン代表取締役社長を務めた。

## 人物・経歴
1970年北海道大学工学部土木工学科卒業、北海道開発庁入庁。1973年北海道開発局石狩川開発建設部第1課河川調査第1係長。1974年建設省河川局治水課直轄総括係長。1977年北海道開発局石狩川開発建設部札幌河川第1工務課長。1978年北海道開発局河川計画課開発専門官。1979年建設省計画局国際課課長補佐。1980年外務省在サウジアラビア日本国大使館一等書記官。1983年北海道開発局石狩川開発建設部工務第1課長。1986年北海道開発庁水政課開発専門官。
1988年北海道開発局河川計画課河川企画官。1990年北海道開発局旭川開発建設部次長。1991年北海道開発局石狩川開発建設部次長。1993年北海道開発局河川計画課長。1995年北海道開発庁水政課長。1996年北海道開発局室蘭開発建設部長。1998年北海道開発局石狩川開発建設部長。1999年北海道開発局建設部長。2001年国土交通省北海道開発局長。2009年ドーコン代表取締役社長。2015年ドーコン相談役。北海道大学工学部同窓会理事長等も歴任した。2018年春の叙勲で瑞宝中綬章受章。